# Traga maluca
Traga Maluca fue una telenovela colombiana realizada por el Canal Caracol en el año 2000. Protagonizada por Cristina Umaña y Rafael Novoa, con las participaciones antagónicas de Gustavo Angarita, Silvia De Dios, Andrea López y Víctor Gómez y con las actuaciones estelares de Constanza Duque, Ana María Arango, Jorge Cárdenas, Adriana Bottina y Santiago Alarcón. La historia está basada en la obra de David Sánchez Juliao El putas de Aguadas.

## Sinopsis
Enclavada en las montañas colombianas esta Aguadas (Caldas), un pueblo de gente sencilla y trabajadora, pero también un pueblo sumido en la guerra entre dos familias, los Conde y los Sandoval. Hace 20 años que Leonardo Conde asesinó a Julián Sandoval por quedarse con la mina de oro en la que eran socios, la familia Sandoval quedó en la miseria, quedándoles como único sustento el tejido del famoso sombrero aguadeño, mientras que los Conde se hicieron cada año más ricos y poderosos explotando su mina de oro. El regreso de Pedro, el hijo mayor de los Conde iniciará la historia de amor entre él y Paloma Sandoval, serán víctimas de una traga maluca por un odio que hay entre sus familias. La rivalidad entre la explotación de la mina y la industria de las tejedoras, el fuerte carácter y el orgullo de los dos, hacen que se debatan entre el amor y el odio.
Pedro es el orgullo de su padre, cumplirá su sueño ya que fue enviado a estudiar Ingeniería de Minas para tomar las riendas del negocio familiar, lo que no sabe don Leonardo Conde es que sólo estudió un semestre de ingeniaría, fue expulsado de la universidad y se ha dedicado a montar cometas. Está decidido a contar la verdad y volver a su vida de aventuras con su novia Gloria Umaña; sin embargo sus planes cambian al conocer a Paloma Sandoval; se ve obligado seguir sosteniendo su mentira para apoyarla a ella y a las tejedoras del pueblo ya que el iracal de donde extraen la ripia para tejer se encuentra en los dominios de la familia Conde. Tanto Pedro como Paloma se enamoran a pesar de los odios y las intrigas para separarlos y para derrumbar sus sueños: la coexistencia de la mina con la industria del tejido.

## Elenco
- Cristina Umaña .... Paloma Sandoval
- Rafael Novoa .... Pedro Conde
- Gustavo Angarita .... Leonardo Conde
- Silvia De Dios .... Perla Conde
- Andrea López ... Gloria Umaña
- Víctor Gómez ... Patricio Luna / Leonardo Conde (joven)
- Constanza Duque ... Beatriz Sandoval
- Ana María Arango ... Carmela Restrepo de Conde
- Ana María Sánchez.... María vda. de Sandoval
- Wilson Torres - Alcalde Diego
- Jorge Cárdenas ... Andrés Sandoval
- Santiago Alarcón ... Julián Sandoval "Juliancito" / Julián Sandoval (padre)
- Adriana Bottina ... Estrellita
- Valentina López ... Teresita
- Felipe Calero ... Leonardo Conde "Leonardito"
- Juan Carlos Giraldo ... Leovigildo
- Saín Castro ... Senon Bustos
- Julio Medina ... Eduardo Umaña
- Iván Rodríguez .. Riverita
- Diego Vásquez ... Coronel González
- Andrea Quejuán ... Doctora Lina Marcela
- Rafael Bohórquez ... Profesor Enrique Gómez
- Alfonso Ortiz ... Padre Antonio
- Hernán Méndez ... Puntilla
- Ramsés Ramos ... William "Willie" Lagarejo
- Laura Patiño ... Pureza Conde
- Felipe Giraldo ... Banano

## Curiosidades
- La telenovela iba a tener como título el nombre de la novela original, El putas de Aguadas,[1] pero la CNTV lo no lo autorizó. [2]
- Las grabaciones de la telenovela comenzaron un año antes de su estreno.
- En Paraguay fue un éxito emitido a través del Canal 13 RPC a las 13:00 (hora local) en aquel país y volverá a verse de la mano de Tigo Tv a través de la señal de Tigo Max.
- En Argentina fue un éxito rotundo siendo emitido a través de Azul TV (hoy Canal 9 Libertad) a las 14:00 (hora local) en aquel país y volverá a verse de la mano del Canal Magazine TV